# ジ・エンド (ドアーズの曲)
「ジ・エンド」(The End) は、アメリカのロックバンド、ドアーズの曲。デビュー・アルバム『ハートに火をつけて』のB面最後に収録された。
曲は10分にもおよび、父親殺しおよび母子相姦の内容を持つ歌詞はセンセーションを引き起こした。これはギリシャ神話にあった話を元に、メンバーのジム・モリソンが作詞したものである。
曲は、別々の日に録音された前半部と後半部をつないでミックスされたもので、曲の先頭から6分26秒付近に、その痕跡を聴く事が出来る。
曲は後に1979年公開の映画『地獄の黙示録』で2度、使われた。従来モノラルバージョンでしか聴く事が出来なかった『Fuck』などの単語がはっきり聞き取れる様にミックスされており、後半をカットした形で後にシングル盤でも発売された。
ニコがアルバム『The End...』（1974年）の中でカバーした。